# Óscar Ramírez
Óscar Antonio Gerardo Ramírez Hernández (* 8. Dezember 1964 in Heredia) ist ein ehemaliger costa-ricanischer Fußballspieler und heutiger -trainer.

## Karriere

### Spieler

#### Klub
Im Sommer 1993 wechselte Ramírez von LD Alajuelense für zwei Jahre zum CD Saprissa. Anschließend verbrachte er zwei weitere Jahre beim AD Belén und anschließend, ab Sommer 1997 bis zum Sommer 2000, noch einmal drei Jahre in Saprissa, wonach er seine Karriere als Spieler schließlich auch beendete.

#### Nationalmannschaft
Sein erster bekannter Einsatz für die costa-ricanische Nationalmannschaft war ein 2:1-Freundschaftsspielsieg über Guatemala am 2. März 1988. Sein erster Einsatz fand aber bereits im Jahr 1985 statt. Anschließend wurde er auch in der Qualifikation für die Weltmeisterschaft 1990 eingesetzt und konnte sich hier mit seinem Team für die Endrunde der WM qualifizieren, wo er schließlich auch Teil des Kaders war. Hier kam er in jeder Partie der Mannschaft zum Einsatz und erreichte so das Achtelfinale bei dem Turnier.
Im nächsten Jahr gehörte er auch zum Kader der Mannschaft beim Gold Cup 1991, wo er mit seinen Mitspielern den dritten Platz nach einem 0:2 gegen Mexiko verpasste. In den nächsten Jahren wurde er sowohl in weiteren Freundschaftsspielen als auch in der Qualifikation für die Weltmeisterschaft 1994 eingesetzt.
Nach der verpassten Qualifikation für die Endrunde im Jahr 1992 folgte sein nächster Einsatz erst wieder im August 1995. Nun folgten weiter vereinzelte Einsätze bei Freundschaftsspielen und vereinzelt bei der Qualifikation für die Weltmeisterschaft 1998. Im Sommer 1997 wirkte er zudem noch einmal bei der Copa América 1997 mit. Ein 0:0 gegen El Salvador während der Qualifikation für die WM 2018 am 10. August 1997 stellt dann sein letztes Spiel im Nationaldress dar. Erneut erreichte die Nationalmannschaft nicht die Endrunde einer Weltmeisterschaft.

## Trainer
Nach seinem Ende als Spieler war er von der Saison 2006/07 bis zum Sommer 2008 als Co-Trainer bei der costa-ricanischen Nationalmannschaft beschäftigt. Danach war er von Ende Februar 2009 bis zum Ende des Jahres Cheftrainer bei Santos de Guápiles und anschließend mit einer Pause einmal von Sommer 2010 bis Anfang 2013 sowie von Sommer 2013 bis Sommer 2015 Trainingsleiter bei LD Alajuelense. Zuletzt war er von Sommer 2015 bis Sommer 2018 Cheftrainer der Nationalmannschaft. 